# Provincias de Chile
Las provincias de Chile son las subdivisiones territoriales intermedias del país, inferiores a las regiones y superiores a las comunas. Debido al centralismo en la administración del Estado, poseen escasa autonomía. 
Chile posee 56 provincias, que se agrupan en 16 regiones. La provincia más meridional y oriental es la de Antártica Chilena, que administrativamente forma parte de la Región de Magallanes y de la Antártica Chilena; la más septentrional es la provincia de Parinacota en la Región de Arica y Parinacota; y la más occidental es la Isla de Pascua, parte del territorio administrativo de la Región de Valparaíso.
Para los efectos de la administración local, las provincias están divididas en comunas.

## Historia

### La Colonia
Durante la era colonial, las provincias fueron divisiones territoriales regidas por un corregidor, por lo que se llamaron también corregimientos.
Los corregimientos creados durante el siglo XVI, fueron los siguientes: 
- Santiago.
- La Serena.
- Cuyo.
- Chillán.
- Concepción.
- Cañete.
- Angol.
- Imperial.
- Villarrica.
- Valdivia.
- Osorno.
- Chiloé.

La Gobernación del Tucumán fue segregada de Chile en 1563, dos años antes de la creación de los corregimientos, para anexarla a la jurisdicción de la Real Audiencia de Charcas.
Después del Desastre de Curalaba (1598), a principios del siglo XVII fueron despobladas, entre otras, las ciudades de Imperial (1600), Villarrica (1603), Valdivia y Osorno (1602), con lo cual desaparecieron las respectivas provincias o corregimientos. Angol, por su parte fue fundada y despoblada varias veces. Valdivia, luego de ser refundada en 1645, pasó a depender directamente del Virreinato del Perú hasta 1740, fecha en la cual pasó a depender nuevamente de Chile. En 1812 volvió a depender del Perú hasta que fue capturada por las fuerzas independentistas de Chile en 1821.
A principios del siglo XVIII, las provincias de la Capitanía General de Chile eran las siguientes:
- Santiago.
- Copiapó.
- Coquimbo o La Serena.
- Quillota.
- Aconcagua.
- Cuyo (segregada de Chile en 1776, para incorporarla al Virreinato de la Plata, pasó en 1785 a la Audiencia de Buenos Aires y en 1807 al Obispado de Tucumán).
- Melipilla.
- Rancagua.
- Colchagua.
- Maule.
- Cauquenes.
- Itata.
- Chillán.
- Concepción.
- Puchacay.
- Rere.
- Valdivia (luego de ser refundada en 1645, pasó a depender directamente del Virreinato del Perú y nuevamente dependiente de Chile a partir de 1740[3]).
- Chiloé (segregada de Chile en 1765[4]).

En 1784, el corregimiento de Chiloé, se transformó en la Intendencia de Chiloé.

#### Reformas borbónicas
Por las reformas borbónicas, las antiguos corregimientos o provincias, se convirtieron en partidos, mientras las provincias o intendencias fueron divisiones territoriales, regidas por un gobernador-intendente, divididas en partidos. En la Capitanía General se crearon dos:
- Santiago.
- Concepción.

### Independencia
Con el Primer Congreso Nacional se crea una tercera provincia o intendencia. Así Chile tiene tres provincias o intendencias:
- Coquimbo.
- Santiago.
- Concepción.

En 1822, se derogaron constitucionalmente las provincias o intendencias.

### Organización de la República
Con la Ley federal provisoria del 31 de enero de 1826, reafirmadas por la ley del 30 de agosto de 1826 y la constitución de 1828, se crearon ocho provincias:
- Coquimbo.
- Aconcagua.
- Santiago.
- Colchagua.
- Maule.
- Concepción.
- Valdivia.
- Chiloé.

### República Conservadora
Con la Constitución de 1833, las provincias son las divisiones territoriales mayores, regidos por intendentes, y se subdividen en departamentos (regidos por gobernadores), y estos a su vez en subdelegaciones (regidos por delegados), y estos están divididos en distritos (regidos por un inspector). A las 8 primeras provincias, se van sumando paulatinamente otras. La Constitución ideada por Diego Portales, establece un gobierno fuerte y centralizado.

### República Presidencial
Con la Constitución de 1925, las provincias fueron las divisiones políticas y administrativas mayores, cuyo gobierno interior residía en los Intendentes y su administración en el mismo intendente, asesorado por una Asamblea Provincial. Las provincias se subdividían políticamente, es decir, para efectos del gobierno interior, en departamentos (regidos por gobernadores), y estos a su vez en subdelegaciones (regidos por delegados), y estos están divididos en distritos (regidos por un inspector). Para efectos de la administración interior, las provincias se dividían en comunas, que equivalían a la división política subdelegación.
Las provincias chilenas en 1925 eran:
- Tacna (suprimida en 1929. Comprendía los departamentos chilenos de Tacna y Arica. En 1929, el departamento de Tacna fue traspasado a Perú y el de Arica a la provincia chilena de Tarapacá).
- Tarapacá.
- Antofagasta.
- Atacama.
- Coquimbo.
- Aconcagua.
- Valparaíso.
- Santiago.
- O'Higgins.
- Colchagua.
- Curicó.
- Talca.
- Maule.
- Linares.
- Ñuble.
- Concepción.
- Arauco.
- Biobío.
- Malleco.
- Cautín.
- Valdivia.
- Osorno (creada en 1940).
- Llanquihue.
- Chiloé.
- Aysén (creada en 1929, a partir del Territorio de Magallanes y partes de Llanquihue y Chiloé)
- Magallanes (creada en 1929, a partir del Territorio de Magallanes).

### Dictadura militar
Con el proceso de regionalización de los años 1970, las provincias pasan a ser una división intermedia, inferiores a las regiones. Las provincias se dividen en comunas. Se suprimen los departamentos, y los distritos solo son considerados por el INE para los censos (distritos censales). Con la Constitución de 1980, se fija esta nueva división político-administrativa.

### Regiones nuevas
En 2005, entre las reformas constitucionales aprobadas por el gobierno, se incluyó la eliminación del límite de regiones establecida por ella, lo que permitiría crear, modificar y eliminar las regiones, sus provincias y comunas. Ese mismo año, el gobierno envió a la Comisión de Gobierno, Descentralización y Regionalización del Senado la elaboración una propuesta que creara dos nuevas regiones en las zonas de Arica y Valdivia, con su respectivo plan de desarrollo. 
Estas zonas habían mantenido una histórica autonomía, la que fue suprimida con el proceso de regionalización del Régimen Militar.
Este proyecto de Ley fue firmado por el presidente Ricardo Lagos Escobar en octubre de 2005 y despachado al Congreso en diciembre de ese mismo año, siendo aprobado finalmente en último trámite constitucional por la Cámara de Diputados en diciembre de 2006. Luego del control de constitucionalidad efectuado por el Tribunal Constitucional en enero de 2007, fue promulgada la ley N.º 20.174 para la creación de la Región de Los Ríos que comprende la antigua provincia de Valdivia, perteneciente a la Región de Los Lagos, y la ley N.º 20.175 para la creación de la Región de Arica y Parinacota, que comprende las provincias de Arica y Parinacota, pertenecientes a la Región de Tarapacá, las cuales se harían efectivas el 2 y el 8 de octubre del 2007, respectivamente.
Por efecto de estas leyes, la Región de Tarapacá solo quedó conformada por la provincia de Iquique, por lo cual esta se divide en dos partes, creándose la provincia del Tamarugal, y en tanto, en la Región de los Ríos, por estar conformada solo por la antigua provincia de Valdivia, esta fue dividida en dos, creandóse así la nueva provincia de Valdivia y la provincia del Ranco.
En 2009 se crea la provincia de Marga Marga en la Región de Valparaíso, a partir de partes de las provincias de Valparaíso y Quillota.
En 2017 se crea la Región de Ñuble a partir de la escisión de la antigua Provincia de Ñuble de la Región del Biobío. La nueva región consta de las nuevas provincias de Diguillín, Itata y Punilla.

## Gobierno y administración provincial
El gobierno y la administración de cada provincia recae en una Delegación Presidencial Provincial, un órgano territorialmente desconcentrado del delegado presidencial regional, a cargo de un delegado presidencial provincial, quien es nombrado y removido libremente por el presidente de la República. Hasta 2021, el gobierno y administración provincial recaía en una gobernación provincial, encabezada por un gobernador.
Para efectos de participación de la sociedad, se estableció el Consejo Económico y Social Provincial, conformado por representantes de organizaciones de la sociedad civil existentes en la provincia, y que ha sido convocado pocas veces en un número mínimo de provincias.

## Provincias de Chile
Este es un listado de las provincias de Chile, correspondientes con los antiguos departamentos, ordenadas de norte a sur:

### Región de Arica y Parinacota
Capital Regional: Arica
- Provincia de Arica, Capital: Arica.
- Provincia de Parinacota, Capital: Putre.

### Región de Tarapacá
Capital Regional: Iquique.
- Provincia de Iquique, Capital: Iquique.
- Provincia del Tamarugal, Capital: Pozo Almonte.

### Región de Antofagasta
Capital Regional: Antofagasta.
- Provincia de Tocopilla, Capital: Tocopilla.
- Provincia de El Loa, Capital: Calama.
- Provincia de Antofagasta, Capital: Antofagasta.

### Región de Atacama
Capital Regional: Copiapó.
- Provincia de Chañaral, Capital: Chañaral.
- Provincia de Copiapó, Capital: Copiapó.
- Provincia de Huasco, Capital: Vallenar.

### Región de Coquimbo
Capital Regional: La Serena.
- Provincia de Elqui, Capital: Coquimbo.
- Provincia de Limarí, Capital: Ovalle.
- Provincia de Choapa, Capital: Illapel.

### Región de Valparaíso
Capital Regional: Valparaíso.
- Provincia de Petorca, Capital: La Ligua.
- Provincia de Los Andes, Capital: Los Andes.
- Provincia de San Felipe de Aconcagua, Capital: San Felipe.
- Provincia de Quillota, Capital: Quillota.
- Provincia de Valparaíso, Capital: Valparaíso.
- Provincia de San Antonio, Capital: San Antonio.
- Provincia de Isla de Pascua, Capital: Hanga Roa.
- Provincia de Marga Marga, Capital: Quilpué.

### Región Metropolitana de Santiago
Capital Regional: Santiago.
- Provincia de Chacabuco, Capital: Colina.
- Provincia de Santiago, Capital: Santiago.
- Provincia de Cordillera, Capital: Puente Alto.
- Provincia de Maipo, Capital: San Bernardo.
- Provincia de Melipilla, Capital: Melipilla.
- Provincia de Talagante, Capital: Talagante.

### Región del Libertador General Bernardo O'Higgins
Capital Regional: Rancagua.
- Provincia de Cachapoal, Capital: Rancagua.
- Provincia de Colchagua, Capital: San Fernando.
- Provincia Cardenal Caro, Capital: Pichilemu.

### Región del Maule
Capital Regional: Talca.
- Provincia de Curicó, Capital: Curicó.
- Provincia de Talca, Capital: Talca.
- Provincia de Linares, Capital: Linares.
- Provincia de Cauquenes, Capital: Cauquenes.

### Región de Ñuble
Capital Regional: Chillán.
- Provincia de Diguillín, Capital: Bulnes.
- Provincia de Itata, Capital: Quirihue.
- Provincia de Punilla, Capital: San Carlos.

### Región del Biobío
Capital Regional: Concepción.
- Provincia de Biobío, Capital: Los Ángeles.
- Provincia de Concepción, Capital: Concepción.
- Provincia de Arauco, Capital: Lebu.

### Región de La Araucanía
Capital Regional: Temuco.
- Provincia de Malleco, Capital: Angol.
- Provincia de Cautín, Capital: Temuco.

### Región de Los Ríos
Capital Regional: Valdivia.
- Provincia de Valdivia, Capital: Valdivia
- Provincia del Ranco, Capital: La Unión.

### Región de Los Lagos
Capital Regional: Puerto Montt.
- Provincia de Osorno, Capital: Osorno.
- Provincia de Llanquihue, Capital: Puerto Montt.
- Provincia de Chiloé, Capital: Castro.
- Provincia de Palena, Capital: Chaitén.

### Región de Aysén del General Carlos Ibáñez del Campo
Capital Regional: Coyhaique.
- Provincia de Coyhaique, Capital: Coyhaique.
- Provincia de Aysén, Capital: Puerto Aysén.
- Provincia General Carrera, Capital: Chile Chico.
- Provincia Capitán Prat, Capital: Cochrane.

### Región de Magallanes y de la Antártica Chilena
Capital Regional: Punta Arenas.
- Provincia de Última Esperanza, Capital: Puerto Natales.
- Provincia de Magallanes, Capital: Punta Arenas.
- Provincia de Tierra del Fuego, Capital: Porvenir.
- Provincia Antártica Chilena, Capital: Puerto Williams.